# Alla goccia
Alla goccia un singolo dei Gemelli DiVersi pubblicato nel 2013, quinto estratto dall'album Tutto da capo.

## Videoclip
Il videoclip a tematica lesbica, interamente girato a Montecarlo, racconta la vacanza di due ragazze innamorate l'una dell'altra.